# Arizona (film 1931)
Arizona è un film del 1931 diretto da George B. Seitz.
Di genere drammatico e romantico, ha come interpreti Laura La Plante, John Wayne e June Clyde.
La sceneggiatura si basa sul lavoro teatrale Arizona di Augustus E. Thomas
, andato in scena a Chicago il 12 giugno 1899.

## Produzione
Il film, diretto da George B. Seitz su una sceneggiatura di Robert Riskin e Dorothy Howell con il soggetto di Augustus E. Thomas (autore del lavoro teatrale), fu prodotto da Harry Cohn per la Columbia Pictures Corporation Il titolo di lavorazione del film - le cui riprese durarono dal 5 al 22 maggio - fu The Virtuous Wife.

## Distribuzione
Il copyright del film, richiesto dalla Columbia Pictures Corp., fu registrato il 25 giugno 1931 con il numero LP2311.
Il film - che fu distribuito nelle sale degli Stati Uniti nel 1931  dalla Columbia Pictures - fu distribuito anche nel Regno Unito dalla United Artists Corporation.